# 메이테쓰이치노미야역
메이테쓰이치노미야역(일본어: 名鉄一宮駅)은 일본 아이치현 이치노미야시에 위치한 나고야 철도의 철도역이다. 나고야 본선과 비사이선 등 2개의 노선이 운행 중이다. 역 번호는 NH 50이며, 섬식 승강장 2면 4선의 구조를 갖춘 고가역이다.

## 타는 곳
| 1 | ■ 비사이선    | 상행 | 하기와라 · 모리카미 · 쓰시마 · (쓰시마 경유) 스카구치 · (쓰시마 환승) 사야 · 야토미 방면 |                |
| 1 | ■ 비사이선    | 하행 | 오쿠초 · 다마노이 방면                                                                   |                |
| 2 | ■ 나고야 본선 | 하행 | 가사마쓰 · 메이테쓰기후 · (가사마쓰 환승) 신하시마 방면                                  |                |
| 3 | ■ 나고야 본선 | 상행 | 스카구치 · 메이테쓰나고야 · 도요카와이나리 방면                                          | 주로 시발 열차 |
| 3 | ■ 나고야 본선 | 하행 | 가사마쓰 · 메이테쓰기후 · (가사마쓰 환승 신하시마) 방면                                  | 이 일부        |
| 4 | ■ 나고야 본선 | 상행 | 스카구치 · 메이테쓰나고야 · 도요하시 · 오타가와 · 주부코쿠사이쿠코 방면                  |                |

## 이용 현황
- 2013년 기준 : 34,972명

## 역 주변
- 국도 제155호선
- 이치노미야 시청
- 마스미다 신사

## 인접 역
| 나고야 철도 나고야 본선      | 나고야 철도 나고야 본선         | 나고야 철도 나고야 본선              |
| ---------------------------- | ------------------------------- | ------------------------------------ |
| NH 47 고노미야 도요하시 방면 | □ 뮤 스카이                     | 메이테쓰기후 NH 60 메이테쓰기후 방면 |
| NH 47 고노미야 도요하시 방면 | □ 쾌속 특급                     | 신키소가와 NH 53 메이테쓰기후 방면   |
| NH 47 고노미야 도요하시 방면 | ■ 특급                          | 메이테쓰기후 NH 60 메이테쓰기후 방면 |
| NH 47 고노미야 도요하시 방면 | □ 쾌속 급행 · ■ 급행 · ■ 준특급 | 신키소가와 NH 53 메이테쓰기후 방면   |
| NH 49 묘코지 도요하시 방면   | ■ 보통                          | 이마이세 NH 51 메이테쓰기후 방면     |
| 나고야 철도 비사이선         |                                 |                                      |
| BS 12 간논지 야토미 방면     | ■ 비사이선                      | 니시이치노미야 BS 21 다마노이 방면   |